# 廠商會蔡章閣中學

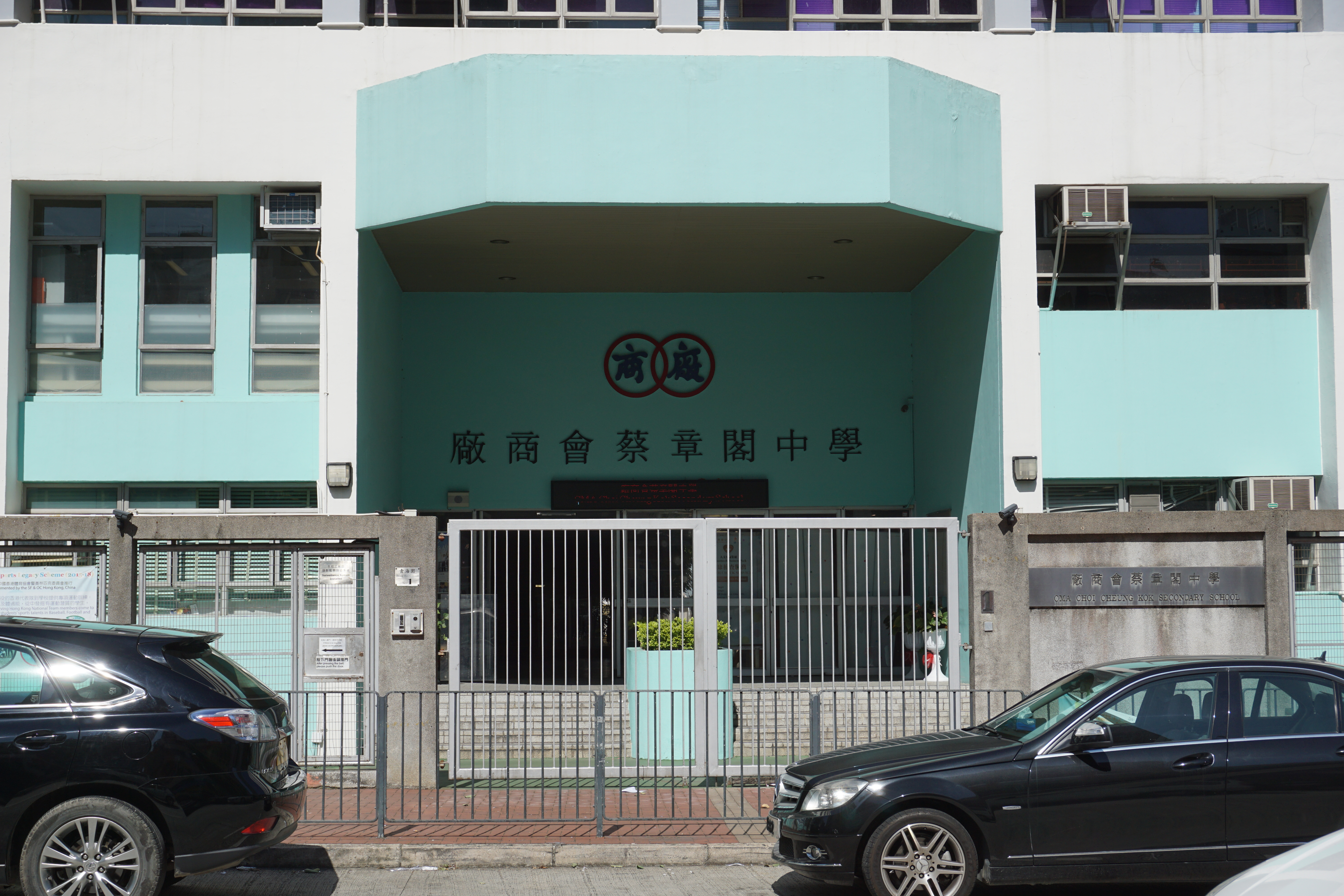
校園入口

廠商會蔡章閣中學（英語：CMA Choi Cheung Kok Secondary School，簡稱CMACCK），原名廠商會蔡章閣職業先修學校，是位於香港新界屯門區的一所男女混合文法中學，於1984年成立，在屯門青海圍1號，鄰近青山公路－青山灣段、屯興路和屯門官立中學。
本校由香港中華廠商聯合會捐資成立，原為職業先修學校，因應1997年廢除工業中學制度而更名。

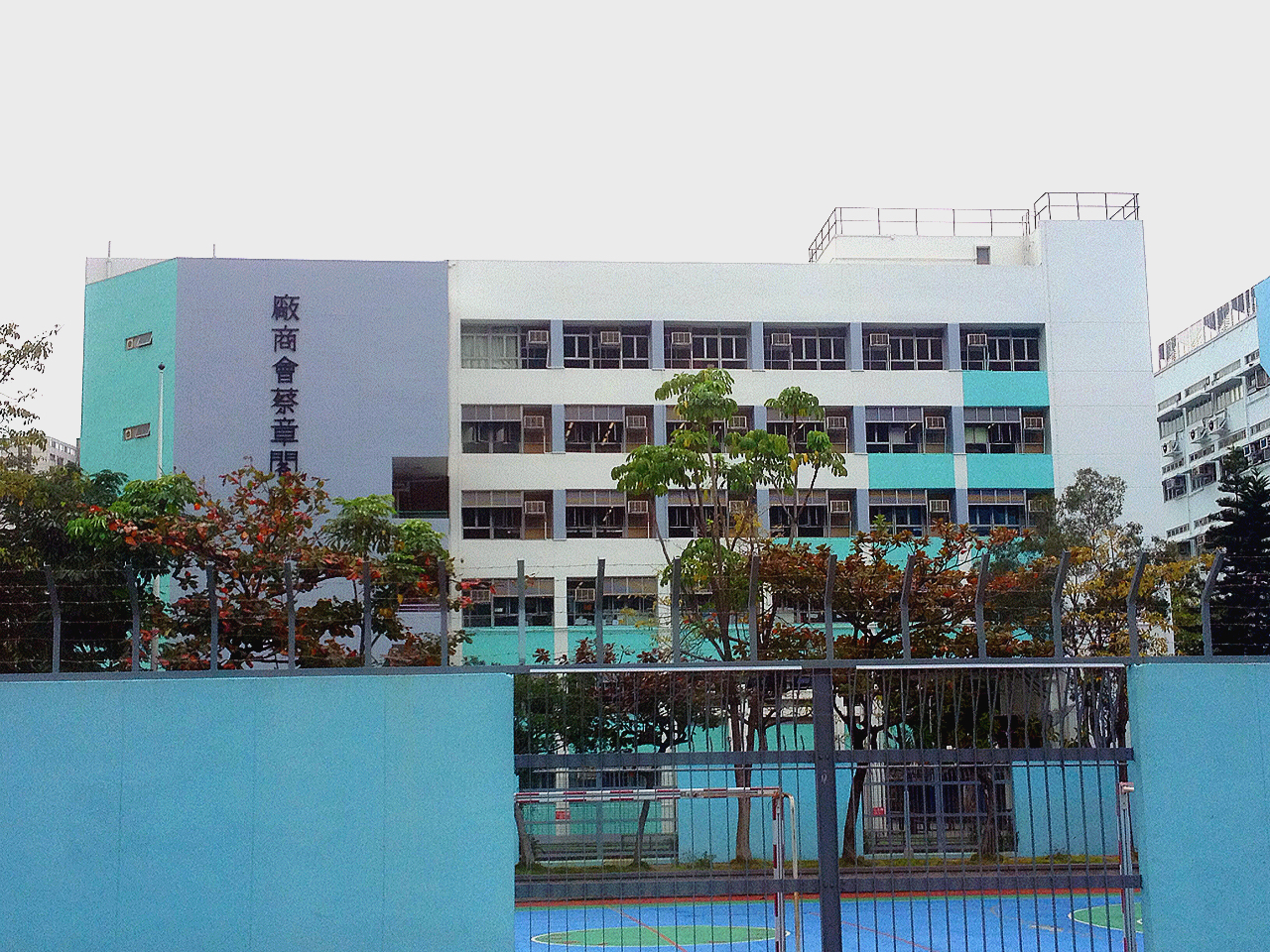
校舍東面
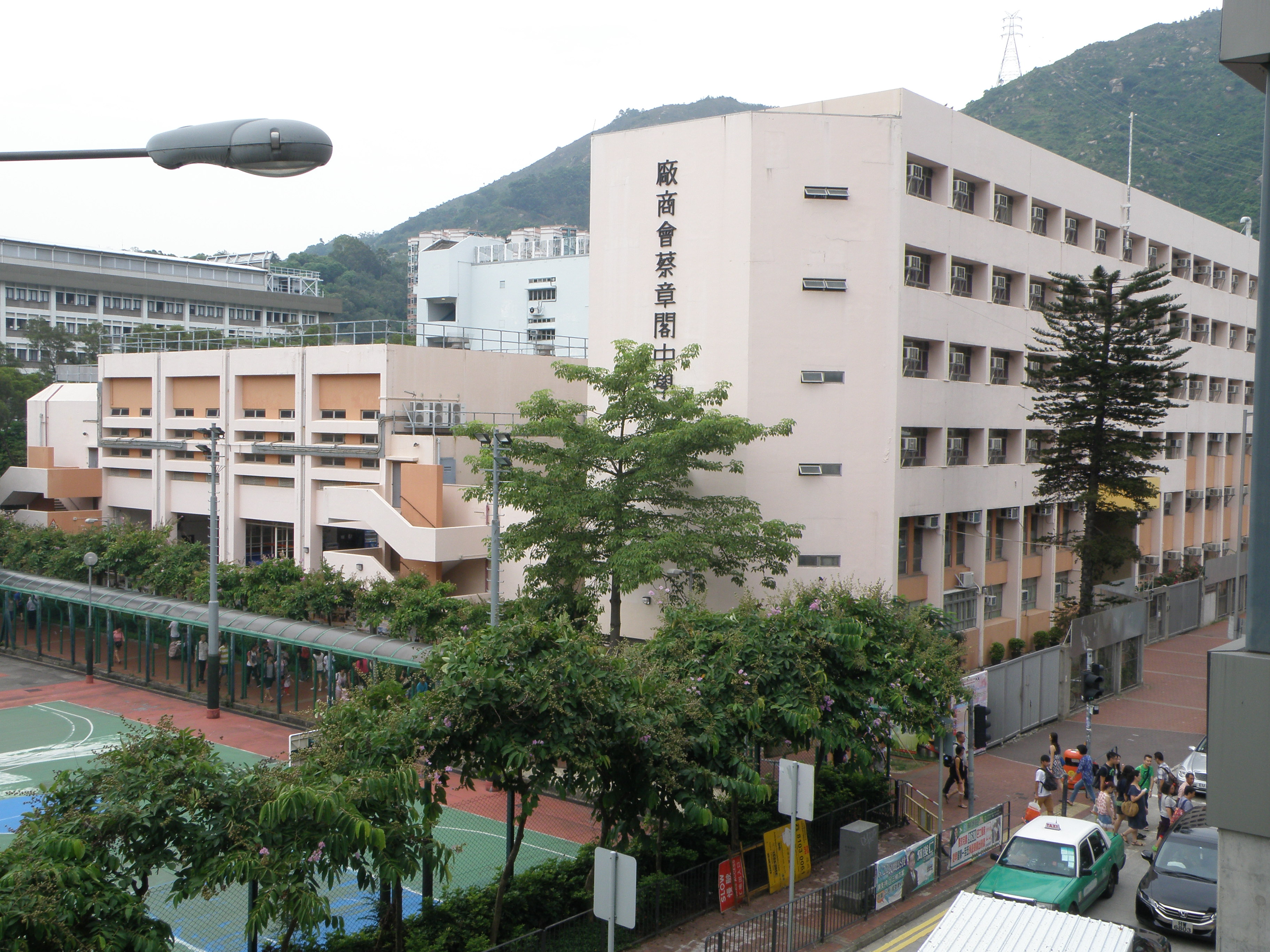
翻油前的校舍

## 歷任校長
- 英汝興議員（1984年－2008年）
- 吳子嘉（2008年－2011年11月）
- 林俊強（2011年11月－2012年7月）
- 伍日明（2012年9月－2014年7月）
- 黎柱權（2015年9月－2019年8月）
- 劉世蒼（2019年9月－2023年8月）

## 外部連結
- 廠商會蔡章閣中學CMACCK （页面存档备份，存于）
- 香港中華廠商聯合會 - 蔡章閣中學